# Thomas von Ryssel
Thomas von Ryssel (* 3. Juli 1939 in Panitzsch) ist ein ehemaliger deutscher Politiker (DFP). Er gehörte der letzten Volkskammer der DDR an.

## Leben und Beruf
Ryssel besuchte die Grundschule in Panitzsch und die Oberschule in Taucha. Danach studierte er zunächst an der Ingenieurschule Dippoldiswalde, wo er 1974 als Ingenieur für Gärungstechnologie abschloss. Sein zweites Studium an der Agraringenieurschule Weimar schloss er 1980 als Ingenieur für Betriebswirtschaft ab. Schließlich legte er 1984 an der Martin-Luther-Universität Halle-Wittenberg den Abschluss als Diplom-Ökonom ab.
Nach seinem Studium war von Ryssel zunächst als Direktor für Ökonomie im VEB Brauerei-Malzfabrik Sangerhausen tätig. 1986 wechselte er als Abteilungsleiter für Wirtschaftsorganisation in den Wohnungs- und Gesellschaftsbau Sangerhausen, wo er bis zur Wiedervereinigung blieb. Später zog er nach Langebrück und arbeitete in der Energiebranche in Dresden.

## Politik
Ryssel war Gründer des Neuen Forums in Sangerhausen, schloss sich jedoch alsbald der DFP an. Bei der Volkskammerwahl 1990 wurde er vom BFD auf Platz 3 der Liste im Wahlkreis Halle aufgestellt, über den er in die Volkskammer einzog. Dort war er stellvertretender Vorsitzender des Wirtschaftsausschusses. Deren Mitglied blieb er bis zur letzten Sitzung am 2. Oktober 1990.